# Lactate de potassium
« E326 » redirige ici. Pour les autres significations, voir E326 (homonymie).
Le lactate de potassium est le sel de potassium de l'acide lactique.

## Usage
Le lactate de potassium est utilisé comme additif alimentaire sous le numéro E326.